# Gunnersbury (Metropolitano de Londres)
Gunnersbury é uma estação do Metrô de Londres e do London Overground em Gunnersbury em Londres, Inglaterra na linha North London. A estação foi inaugurada em 1 de janeiro de 1869 e é servida pelos trens da linha District de e para Richmond, e pela Arriva Rail London na rede London Overground. Na linha District, a estação fica entre Turnham Green e Kew Gardens, e na linha North London, fica entre South Acton e Kew Gardens.
A estação fica na Chiswick High Road (A315) e fica na Zona 3 do Travelcard.

## História
A estação foi inaugurada como Brentford Road em 1 de janeiro de 1869 pela London and South Western Railway (L&SWR) em um novo ramal para Richmond construído a partir da West London Joint Railway começando ao norte da estação Addison Road (agora Kensington (Olympia)). A linha passava por Shepherd's Bush e Hammersmith por uma curva agora fechada e pela estação Grove Road em Hammersmith (também agora fechada). Uma curta conexão também foi feita da linha North & South Western Junction Railway (N&SWJR) para Brentford encontrando a linha L&SWR imediatamente ao norte da estação. Esta linha era servida pela North London Railway (NLR).
A estação Brentford Road originalmente tinha quatro plataformas; duas na linha para Richmond e duas servindo um loop (a Curva de Chiswick) que se conectava à linha através da estação Kew Bridge.
Entre 1 de junho de 1870 e 31 de outubro de 1870, a Great Western Railway (GWR) operou brevemente serviços de Paddington para Richmond via Hammersmith & City Railway (agora a Hammersmith & City line) para Grove Road e depois nos trilhos L&SWR através de Gunnersbury.
A estação recebeu seu nome atual em 1871.
Em 1 de junho de 1877, a District Railway (DR, agora a District line) abriu uma curta extensão de seu terminal em Hammersmith para conectar aos trilhos L&SWR a leste da estação Ravenscourt Park. A DR então começou a operar trens sobre os trilhos L&SWR para Richmond. Em 1 de outubro de 1877, a Metropolitan Railway (MR, agora a Metropolitan line) reiniciou o antigo serviço da GWR para Richmond via estação Grove Road.